# Camponotus carin
Camponotus carin é uma espécie de inseto do gênero Camponotus, pertencente à família Formicidae.